# Theodor von Mutius

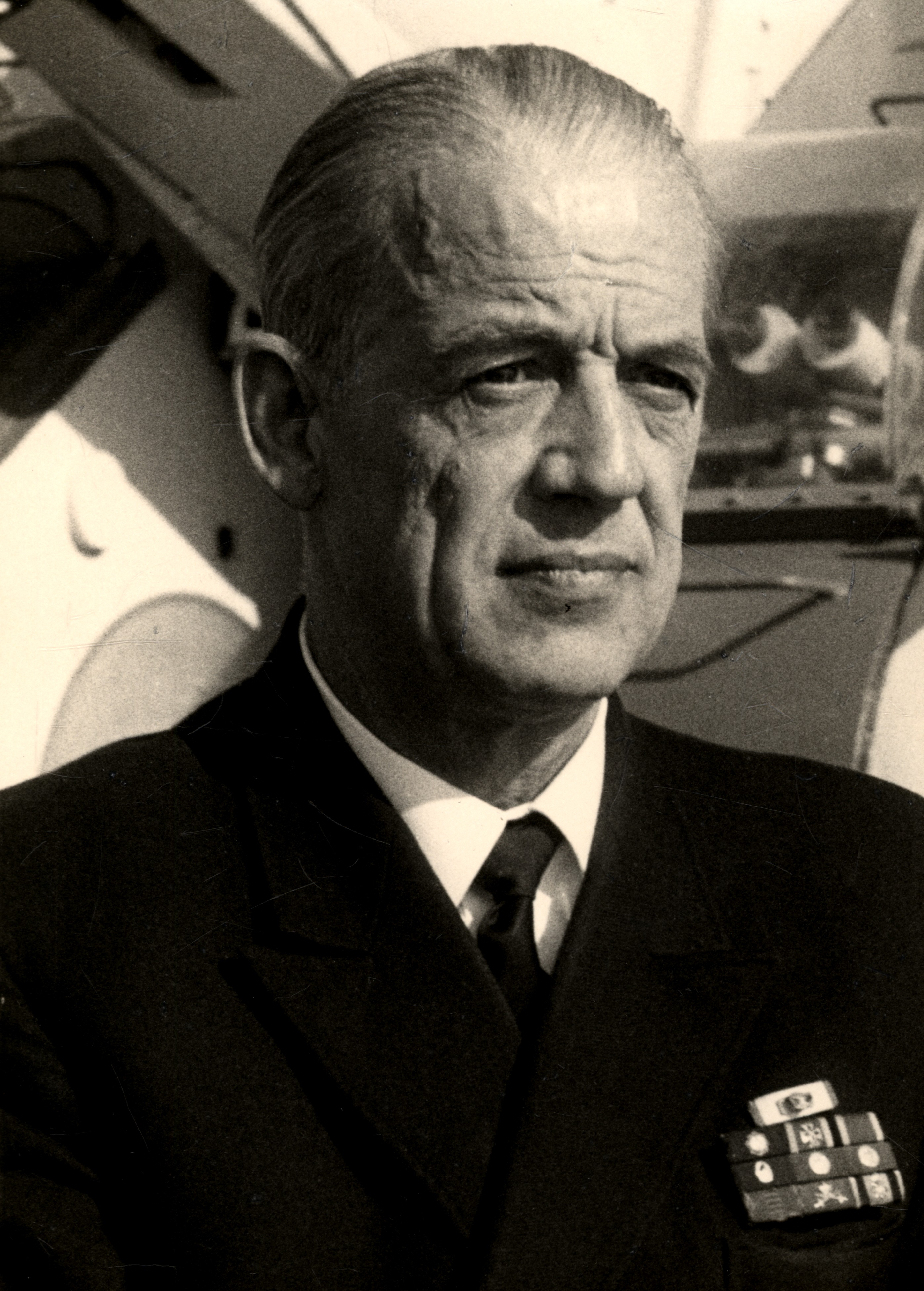
Theodor von Mutius

Franz-Joseph Berndt Aschwin Theodor von Mutius (* 19. Dezember 1909 in Posen; † 19. Oktober 1977) war ein deutscher Flottillenadmiral der Bundesmarine.

## Leben

### Herkunft
Theodor entstammte der I. Linie des Adelsgeschlechts von Mutius. Er war ein Sohn des preußischen Generalleutnants Albert von Mutius und dessen Ehefrau Ingeborg, geborene von Saldern (1880–1945).

### Karriere
Mutius trat am 1. April 1928 in die Reichsmarine ein. Nach fünf Monaten in der Schiffstammabteilung Stralsund und drei Monaten auf dem Segelschulschiff Niobe kam er am 1. Oktober 1928 als Kadett auf den neuen Kreuzer Emden. Als Fähnrich und Leutnant zur See fuhr er drei Jahre auf dem Linienschiff Schlesien. Er war Ausbildungsoffizier an der Schiffsartillerieschule (Saßnitz) und der Entfernungsmessschule auf Schloss Dwasieden. Als Wachoffizier kam er am 1. Oktober 1936 auf das Segelschulschiff Horst Wessel und ein Jahr später als Kapitänleutnant auf den Kreuzer Leipzig. Erster Offizier war er 1938 auf dem Artillerieschulschiff Bremse und 1939 über den Beginn des Zweiten Weltkriegs hinaus auf Z 14 Friedrich Ihn. Im August 1941 war er als Kapitänleutnant I. Admiralstabsoffizier beim neu aufgestellten Deutschen Marinelehrkommando Rumänien. Zum 1. Juli 1942 wurde er als Korvettenkapitän und I. Admiralstabsoffizier zum Geleitchef Schwarzes Meer versetzt. Am 1. April 1943 wurde er Kommandant von Z 29 und erhielt am 8. September 1943 das Deutsche Kreuz in Gold. Als Personalreferent in der Entlassungsdivision wurde er im Mai 1945 interniert.
Er war 1946/50 selbständiger Gärtner in Krummendeich und 1951/55 Geschäftsführer der Stiftung Louisenlund. Am 2. Januar 1956 kam er als Referent der Abteilung VII 3 in das Bundesministerium der Verteidigung. An der G2/A2-Schule in Rengsdorf und in der Ermekeilkaserne eingewiesen, war er von Januar 1959 bis August 1962 Militärattaché an der Deutschen Botschaft in Kopenhagen. Nach Einweisungen beim Flottenkommando und an der Sonarschule der United States Navy in Key West wurde er am 5. November 1962 Kommandeur des 1. Zerstörergeschwaders in Kiel. Von Oktober 1964 bis März 1968 unterstand ihm als Flottillenadmiral die Zerstörerflottille in Wilhelmshaven. In seinen beiden letzten Dienstjahren war er Abteilungskommandeur Marine der Führungsakademie der Bundeswehr und erhielt in dieser Eigenschaft am 17. November 1969 das Bundesverdienstkreuz 1. Klasse. Seine Dienstzeit endete am 31. März 1970.

## Schriften
- Soldatische Erziehung heute und morgen. Verlag Evangelischer Presseverband für Hessen und Nassau, Frankfurt am Main 1968.